# Ludwig Silbermann
Ludwig Silbermann (ur. 1899, zm. ?) – zbrodniarz nazistowski, członek załogi niemieckiego obozu koncentracyjnego Dachau. SS-Unterscharführer.
Członek NSDAP (od 1935) i Waffen-SS (od 30 czerwca 1944, wcześniej służył w Wehrmachcie). 30 czerwca 1944 został przydzielony do obozu głównego w Dachau, a od połowy lipca tego roku do podobozu Mühldorf. Od października 1944 był wartownikiem w komandzie Mühldorf w Mettenheim (M-1).
W procesie członków załogi Dachau (US vs. Ludwig Silbermann i inni), który miał miejsce w dniach 23–24 lipca 1947 przed amerykańskim Trybunałem Wojskowym w Dachau skazany został na 6 lat pozbawienia wolności za bicie więźniów kolbą karabinu, kopanie ich i rzucanie w nich kamieniami.